# Viveros
Viveros – gmina w Hiszpanii, w prowincji Albacete, w Kastylii-La Mancha, o powierzchni 65,37 km². W 2011 roku gmina liczyła 356 mieszkańców.